# Železničář (časopis)
Železničář je měsíčník Českých drah (ČD), určený pro příznivce železnice a Českých drah, partnery ČD a spolupracující subjekty. Vychází od roku 1994 a má náklad 10 500 výtisků. Časopis má i elektronickou podobu s rozšířenými fotogaleriemi některých článků. Na grafickém a obsahovém zpracování časopisu se podílejí zaměstnanci Českých drah z oddělení tištěných a internetových periodik (odbor vnější komunikace, v organizačním řádu ČD označen jako O27), jehož vedoucím je Petr Horálek. Šéfredaktorem Železničáře je Petr Slonek, redakční tým dále tvoří redaktor Vít Čepický a grafik a fotograf Michal Málek.
Od prosince 2015 vychází také Železničář zpravodaj jako čistě interní periodikum v podobě měsíčníku. Jeho šéfredaktorem je Petr Slonek.
Redakční oddělení Českých drah dále také vydává reklamní magazín ČD pro vás.